# Amenmes
Amenmes (de son nom complet Amon-Masesaya) prend le pouvoir vers 1201 à 1198 avant l'ère commune en Haute-Égypte et en Nubie, en révolte contre Séthi II, cantonné à la Basse-Égypte et la Moyenne-Égypte. Ce roi aurait régné trois à quatre ans mais, comme il fut considéré par la suite comme un usurpateur, il est difficile de suivre sa trace sur les monuments.

## Généalogie
Bien qu'étant un usurpateur, Amenmes est assurément un membre de la famille royale. Cependant, ses liens avec les autres membres sont confus du fait du manque de source mais aussi de la damnatio memoriae qu'il a subie après sa mort.

### Parents
Sa mère est connue pour être la reine Takhat Ire, mais son identité exacte est une question d'interprétation compliquée par les inscriptions révisées par Séthi II et Amenmes. Plusieurs documents datés de la XIXe dynastie renvoient à une princesse ou reine Takhat :
- la reine est représentée sur une statue située dans la grande salle hypostyle du temple d'Amon à Karnak, elle date du règne d'Amenmes et a été usurpée par Séthi II ; la reine portait à l'origine les titres de sat nésou (« fille du roi ») et de mout nésou (« mère du roi ») avant que Séthi II ne fasse remplacer le titre mout nésou par hémet nésou (« épouse du roi »)[4],[5],
- la reine est également représentée sur une statue (CG 1198), située au Caire et datant probablement de Mérenptah et usurpée par Séthi II ;  elle y porte cette fois les titres de « fille royale » et de « grande épouse royale qui s'unit à son Horus », les titres n'ont cette fois pas été changés lors de l'usurpation de la statue[4]{{}}[5],
- l'ostracon 666 du Louvre daté de l'an LIII indique, parmi plusieurs autres filles du roi Ramsès II, une princesse nommée Takhat[4].

Ces éléments permettent ainsi de conclure que la mère d'Amenmes était la fille d'un roi et l'épouse d'un roi. L'identité de ce père est probablement Ramsès II, ce qui indiquerait que la princesse Takhat de l'ostracon 666 se rapporte probablement à la reine. L'identité du roi-époux est sujet à débat, deux hypothèses ont été proposées :
- Takhat serait une fille tardive de Ramsès II, ce qui ferait qu'elle serait d'un âge proche de celui de Séthi II[5], le roi-époux serait donc Séthi II, Amenmes serait donc un fils en rébellion contre son père[5],[6] ;
- Takhat, même en étant une fille un peu plus tardive que Mérenptah, pourrait parfaitement l'avoir épousé, cela ferait de Séthi II un demi-frère d'Amenmes, ce qui cadrerait mieux qu'une rébellion d'un fils contre son père qui n'avait de toute façon pas d'autre fils si ce n'est un garçon mort prématurément (le prince Séthy-Mérenptah, né de la reine Taousert)[3],[5].

D'autres arugments sont avancés pour faire d'Amenmes un fils de Mérenptah et un demi-frère de Séthi II :
- le roi Amenmes a parfois été appelé Messy ; or, un fils aîné (d'après un graffito du temple d'Amon à Amada en Nubie) de Mérenptah et vice-roi de Koush est nommé Messouy[7], toutefois cet argument est réfuté par certains[8],
- dans ce même temple d'Amon à Amada, sur la façade et flanquant l'entrée, deux figurations de Messouy se faisant face le représentent agenouillé avec des insignes royaux dans l'une de ses mains, l'autre étant levée ; de plus, ces représentations ont toutes deux des traces au niveau du front faisant penser à des uræi effacés[9] ;
- enfin, Amenmes a commencé sa rébellion depuis la Nubie, où il semble avoir une solide base le soutenant, dont son successeur au poste de vice-roi de Koush Khâemtéry, qu'Amenmès nommera par la suite vizir, avant de l'étendre jusqu'à une partie de la Haute-Égypte, Nubie où a exercé le fils royal Messouy[10].

Ces divers éléments permettent de conclure qu'Amenmes est probablement l'un des fils de Mérenptah et un demi-frère de Séthi II, hypothèse de plus en plus partagée,.

### Épouse et enfant
La généalogie du roi Siptah, successeur de Séthi II, est également sujette à débat, bien qu'assurément membre de la famille royale. Toutefois, certains éléments semblent pointer en ce sens. D'une part, Siptah a eu besoin du chancelier Bay pour monter sur le trône, et, une fois décédé, il subit, tout comme Amenmes, une damnatio memoriae de la part de Taousert puis de la part de Sethnakht, le fondateur de la XXe dynastie, ces deux souverains successifs indiquant chacun l'un après l'autre être le successeur légitime de Séthi II. D'autre part, un document conservé au Louvre est l'unique document attestant de Siptah (nommé Ramsès-Siptah) quand il était encore prince : il y est indiqué que Ramsès-Siptah est d'une part fils royal et d'autre part que sa mère se nomme Souteréry. Ce document est par ailleurs très certainement à dater de l'époque des règnes parallèles de Séthi II et d'Amenmes. La jeunesse de Siptah lorsqu'il monte sur le trône permet d'exclure que le père puisse être Mérenptah. Ceci ne laisse donc que Séthi II et Amenmes ; or, comme indiqué précédemment, le contexte d'accession au trône puis la politique d'effacement que sa mémoire subit permettent d'exclure Séthi II : en cas d'absence de fils d'une épouse officielle, un fils d'une concubine peut accéder au trône d'Égypte tout en étant parfaitement légitime et ne pas subir de damnatio memoriae après sa mort. En conséquence, l'hypothèse la plus probable concernant Siptah est d'en faire le fils d'Amenmes, ce qui ferait Souteréry une épouse ou une concubine d'Amenmes,,.

### Takhat et Baketourel de KV10
Dans la tombe d'Amenmes dans la Vallée des Rois (KV10) sont présentes deux reines, non seulement pas les décors de la tombe, mais aussi par des éléments de mobiliets funéraires : Baketourel Ire et Takhat II. Il a été suggéré pendant un temps que ces deux femmes étaient liées à Amenmes, surtout que le nom Takhat est celui porté par la mère d'Amenmes. Toutefois, l'avis partagé aujourd'hui est qu'il s'agit plutôt d'une réinhumation de la XXe dynastie, et plus spécifiquement de Ramsès IX (sa mère portant par ailleurs le nom de Takhat également),, époque pendant laquelle la réutilisation d'ancienne tombes royales était devenue courante.

## Règne

### Vice-roi de Koush?
Rolf Krauss, suivi par Aidan Mark Dodson, suggère qu'Amenmes était autrefois un vice-roi koushite appelé Messouy,,. En particulier, deux représentations de Messouy sur le temple d'Amida montreraient qu'un uræus royal avait été ajouté à ses sourcils d'une manière similaire à d'autres particuliers devenus rois comme Horemheb, Mérenptah et certains des fils de Ramsès III. Une inscription au temple d'Amada le qualifie également de « Fils du roi lui-même », mais il pourrait s'agir d'une simple figure de style visant à souligner la haute stature de Messouy en tant que vice-roi sous Mérenptah. Cependant, Frank Yurco note que diverses représentations de Messouy dans plusieurs temples nubiens n'ont jamais été délibérément défigurées par les fonctionnaires de Séthi II, contrairement à la damnatio memoriae infligée à toutes les représentations d'un autre vice-roi de Kouch, Khâemtéry, qui avait été le vizir d'Amenmes, ce qui implique fortement que Séthi II n'avait aucune rancune envers Messouy, ce qui serait improbable si Messouy était effectivement Amenmes. Yurco observe également que les seuls objets provenant de la tombe de Messouy qui identifient un roi ne portent tous que le nom de Mérenptah, le père de Séthi II, ce qui amène à la conclusion que Messouy est mort et a été enterré dans sa tombe à Aniba, en Nubie, pendant le règne de Mérenptah, et ne pouvait pas être Amenmes.

### Prise du pouvoir
Il est probable qu'il n'était pas l'héritier désigné de Mérenptah. Les chercheurs Kenneth Kitchen et Jürgen von Beckerath ont émis l'hypothèse qu'Amenmes aurait usurpé le trône à Séthi-Mérenptah, fils de Mérenptah et prince héritier, qui aurait dû être le prochain dans la ligne de succession royale. La façon dont cela s'est produit n'est pas claire. Kitchen a écrit qu'Amenmes a peut-être profité d'une faiblesse momentanée de Séthi-Mérenptah ou pris le pouvoir alors que le prince héritier était parti en Asie. Séthi-Mérenptah était très probablement le même homme que le roi Séthi II, dont on pense traditionnellement que le règne a suivi celui d'Amenmes. Les cartouches de la tombe de Séthi II en Haute-Égypte ont été délibérément effacés puis repeints, ce qui suggère que le règne de Séthi en Haute-Égypte a été temporairement interrompu par Amenmes. Une certaine confusion entoure généralement le règne d'Amenmes et sa position correcte dans la séquence de succession des souverains de la XIXe dynastie. Cependant, un nombre croissant d'égyptologues, tels que Rolf Krauss et Aidan Mark Dodson, soutiennent aujourd'hui que Séthi II était en fait le successeur immédiat de Mérenptah sans qu'Amenmes ne soit intervenu. Selon ce scénario, Amenmes n'a pas succédé à Mérenptah sur le trône d'Égypte et était plutôt un roi rival qui a usurpé le pouvoir entre les années 2 et 4 du règne de Séthi II en Haute-Égypte et en Nubie, où son autorité est attestée de façon monumentale,,,. Amenmes a été documenté comme étant au pouvoir à Thèbes au cours des troisième et quatrième années du règne de Séthi II (et peut-être plus tôt en Nubie). Le traitement d'Amenmes en tant que roi rival explique également le schéma de destruction de la tombe de Séthi II, qui a été initialement saccagée puis restaurée par les fonctionnaires de ce dernier. Cela implique que les règnes respectifs d'Amenmes et de Séthi II étaient parallèles. Séthi II a dû initialement contrôler Thèbes au cours de ses première et deuxième années, période pendant laquelle sa tombe a été creusée et partiellement décorée. Séthi fut ensuite évincé du pouvoir en Haute-Égypte par Amenmes, dont les fonctionnaires profanèrent la tombe de Séthi II. Séthi finit par vaincre son rival Amenmes et revint à Thèbes en triomphe, après quoi il ordonna la restauration de sa tombe endommagée.
Il a également été suggéré que le récit du Conte des deux frères, attesté pour la première fois sous le règne de Séthi II, pourrait contenir une référence voilée à la lutte entre Amenmes et Séthi II.

### Activités

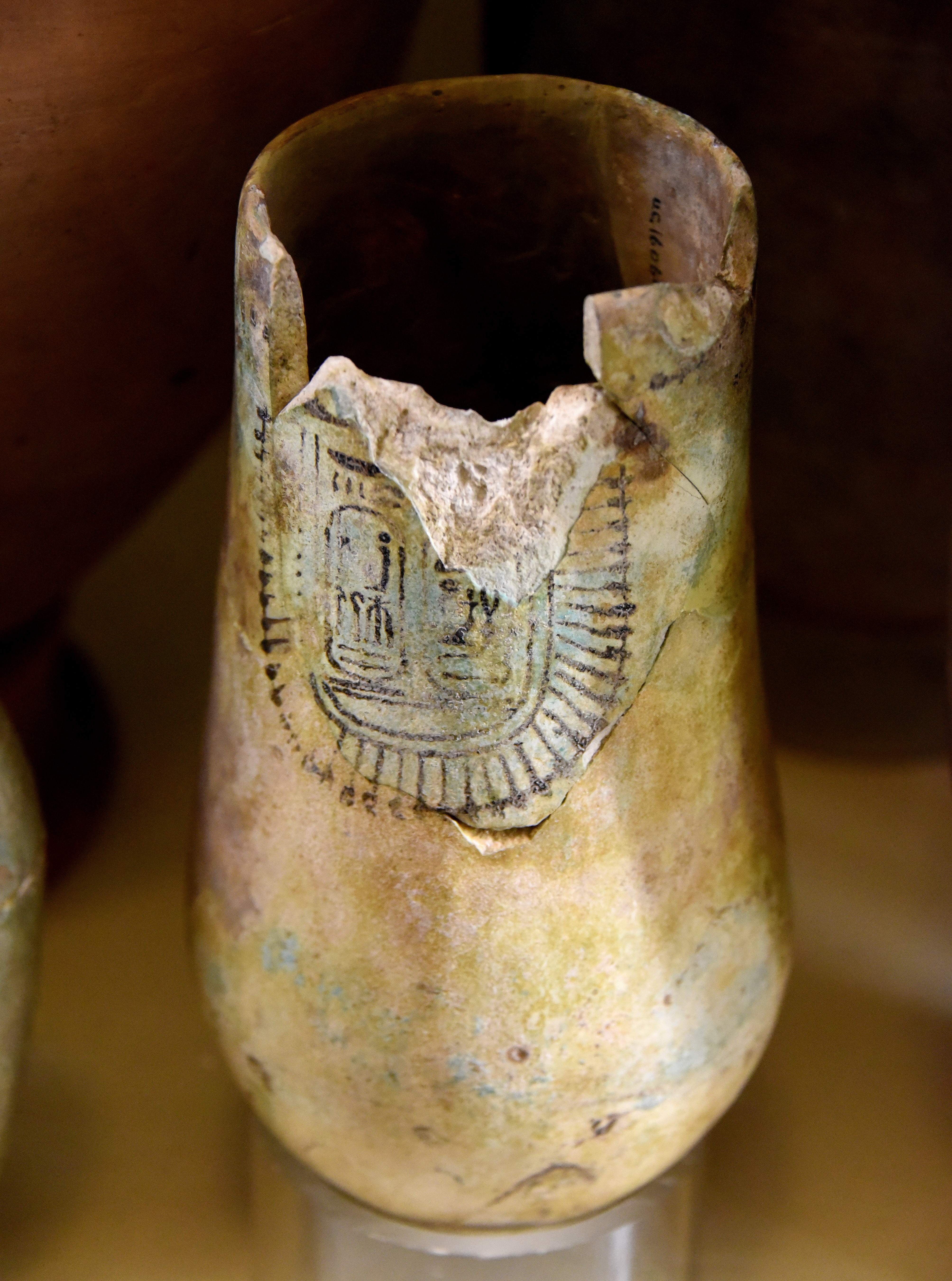
Jarre inscrite avec les cartouches d'Amenmes. Faïence.. Cimetière C à el-Riqqeh, Égypte. Petrie Museum of Egyptian Archaeology, Londres

Rive ouest de Thèbes, Amenmes est intervenu à divers endroits :
- il fait arrêter les travaux dans les tombes de Séthi II (KV15) et de Taousert (KV14), y fait mutiler les cartouches de Séthi II (bien que seuls les cartouches situés à l'entrée semblent concernés) et démarre le creusement de sa propre tombe (KV10), près de celles des premiers rois de la XIXe dynastie (KV16, KV17, KV7 et KV8) et loin de celles de Séthi II et Taousert[22],
- il laisse deux stèles flanquant l'entrée de la partie la plus sacrée du temple des millions d'années de Séthi Ier[22],
- il usurpe une stèle située aujourd'hui à 200 mètres derrière le Ramesséum ainsi qu'un cartouche de Mérenptah dans le temple[22],
- il fait graver ses cartouches à l'entrée du petit temple de Djémê situé à Médinet Habou[23],
- il intervient également dans les chapelles consacrées à Ptah entre le village de Deir el-Médineh et la Vallée des Reines, dont la chapelle G, qu'il fait réaliser semble-t-il dès le début de son règne effectif sur la région[24].

Rive est de Thèbes, on ne retrouve des traces d'Amenmes qu'à Karnak :
- il est à l'origine de quatre statues en quartzite le représentant debout et placées à l'origine dans l'axe de la salle hypostyle[25],[26],[8]
- il est également à l'origine de deux statues le représentant agenouillé et placées à l'origine à l'entrée des chapelles situées au nord de l'Akhmenou[27],
- dans l'embrasure de la porte sud-est du IVe pylône, il laisse une inscription (plus tard usurpée par Séthi II) de chaque côté du passage devant des représentations d'Amenhotep III[27],
- dans l'embrasure de la porte sud de la cour de Thoutmôsis Ier, une scène figurant un roi honorant Maât est inscrite au nom de Séthi II, mais il s'agit d'une usurpation, dont l'auteur originel devait être Amenmes[28],
- la porte sud de la cour péristyle, au nom de Séthi II, semble être une œuvre d'Amenmes que Séthi a usurpé[29],
- sur le mur extérieur ouest de la cour de la cachette, représentant une scène de campagne en Canaan de Mérenptah, Amenmes avait usurpé la scène, Séthi II l'usurpera à son tour[30],
- sur le mur intérieur ouest de la cour de la cachette, une scène représente Séthi II officiant devant les dieux Amon, Amonet, Ouaset, Mout, Khonsou et Isis et dont les cartcouches ont remplacé ceux d'Amenmes[31],
- dans l'embrasure de la porte du VIIe pylône, de chaque côté des niches ayant dû contenir des statues de Thoutmôsis III, des cartouches de Séthi II remplacent des cartouches plus anciens, probablement d'Amenmes[30],
- une scène située dans l'épaisseur du VIIIe pylône et représentant le grand prêtre d'Amon Româ-Roÿ (en) et son Bakenkhonsou était accompagnée d'une inscription au nom de Séthi II, Amenmes a fait effacer certains cartouches - les plus accessibles - de Séthi II[32].

À Tôd et à Hermonthis, Amenmes est intervenu dans le temple de Montou de chacune de ces deux villes ; en effet, à Tôd, il est responsable de la restauration d'un sanctuaire datant de Thoutmôsis III. Il est à noter qu'une jarre portant ses cartouches a éte trouvée à Riqqeh (en), en Moyenne-Égypte, hors du territoire contrôlé par Amenmes.

### Troubles à Deir el-Médineh
Les archives d'un procès au début du règne de Séthi II apportent également un éclairage sur la question. Le papyrus Salt 124 rapporte que Neferhotep, l'un des deux principaux ouvriers de la nécropole de Deir el-Médineh, a été tué sous le règne d'Amenmes (le nom du roi est écrit Msy dans le document)… Neferhotep a été remplacé par Paneb, son fils adoptif, contre qui de nombreux crimes ont été allégués par Amennakhte, le frère de Neferhotep, dans un acte d'accusation rédigé en termes forts et conservé sur un papyrus du British Museum. Si l'on se fie aux allégations d'Amennakhte, Paneb aurait volé des pierres pour l'embellissement de sa propre tombe, dans celle de Séthi II en cours d'achèvement, en plus de dérober ou d'endommager d'autres biens appartenant à ce monarque. Il aurait également essayé de tuer Neferhotep, bien qu'il ait été éduqué par lui, et après que le chef des ouvriers ait été tué par l'ennemi, il aurait soudoyé le vizir Pra'emhab afin d'usurper sa place. Quelle que soit la véracité de ces accusations, il est clair que Thèbes traversait une période très troublée. Il est fait référence ailleurs à une guerre qui se serait déroulée au cours de ces années, mais on ne sait pas très bien à quoi ce mot fait allusion - peut-être à rien de plus que des perturbations internes et du mécontentement. Neferhotep s'était plaint des attaques dont il faisait l'objet auprès du vizir Amenmose, sans doute un prédécesseur de Pra'emhab, qui avait fait punir Paneb. Paneb, cependant, réussit à porter plainte devant Msy, qui décida alors de démettre Amenmose de ses fonctions. De toute évidence, ce Msy était une personne de la plus haute importance qui doit très probablement être identifiée au roi Amenmes lui-même.

### Fin de règne et damnatio memoriae
Les circonstances exactes de la défaite d'Amenmes ne sont pas connues. Toutefois, sa dernière attestation date de l'an V, et c'est également cette année-là que Séthi II est à nouveau attesté à Thèbes. Ceci indique que cette défaite est à dater de cette année.
Le roi a subi après sa mort une damnatio memoriae. Ses statues, représentations et inscriptions ont été soit détruites soit usurpées par Séthi II. Un certain nombre de fonctionnaires associés à Amenmes ont également été attaqués ou remplacés, au premier rang desquels Khâemtéry, un ancien vice-roi de Koush devenu vizir sous le règne d'Amenmes, et qui a peut-être soutenu l'usurpation de ce dernier,. L'égyptologue Frank Yurco note que Séthi II a fait effacer toutes les représentations et inscriptions de Khâemtéry - même celles qui ont été inscrites lorsque Khâemtéry était vice-roi de Koush. C'est probablement également le cas du le grand prêtre thébain d'Amon Româ-Roÿ (en), qui a pu mourir de mort naturelle mais son fils, Bakenkhonsou, ne lui a pas succédé malgré sa position de deuxième prophète d'Amon.

## Sépulture
Amenmes n'a pas été enterré dans une tombe qu'il s'était faite taillée dans le roc dans la vallée des Rois, maintenant identifiée comme la tombe KV10. Elle mesure 105,34 mètres pour un volume de 821,23 mètres cubes. Cependant, la quasi-totalité de ses textes et scènes ont été effacés sur ordre de Séthi II, puis usurpés au cours de la XXe dynastie par deux reines : Takhat II ou Baketourel. Aucune mention d'Amenmes n'a été épargnée,.
La tombe d'Amenmes a été pillée dans l'antiquité. Cependant, les restes de trois momies ont été trouvés dans cette tombe, deux femmes et un homme. Sans autre test, il n'est pas certain que ces restes appartiennent à Amenmes, Takhat ou Baketourel, ou s'il s'agit d'intrusions ultérieures. Il semble toutefois plus probable que Séthi II ait fait profaner les restes d'Amenmes puisque sa momie n'a jamais été retrouvée, ni dans la cachette de Deir el-Bahari, ni dans celle de KV35. Des artefacts provenant des tombes de Séthi Ier et de Ramsès VI ont également été trouvés dans la tombe KV10.